# Milt Campbell
Pour les articles homonymes, voir Milton Campbell et Campbell.
Milton « Milt » Gray Campbell (né le 9 décembre 1933 à Plainfield, États-Unis et mort le 2 novembre 2012  à Gainesville, États-Unis) est un athlète américain, spécialiste du décathlon.

## Carrière
Étudiant à l'Université d'Indiana de Bloomington, il se distingue dans les épreuves de sprint et de haies hautes avant de se consacrer au décathlon. Âgé de dix huit ans en 1952, cet athlète noir-américain au gabarit imposant (1,91 m pour 90 kilos) est sélectionné pour les Jeux olympiques d'été de 1952. À Helsinki, Milt Campbell monte sur la deuxième marche du podium du décathlon avec 6 975 points, se classant derrière son compatriote Robert Mathias. 
Vainqueur du décathlon aux Championnats des États-Unis 1953, il remporte le titre du 120 yards haies en 1955, et devient par ailleurs recordman du monde de la distance en 13 s 4. En 1956, Milt Cambell s'adjuge le titre du décathlon des Jeux olympiques d'été de 1956 se déroulant à Melbourne. Auteur du meilleur total de sa carrière avec 7 937 points, il devance son compatriote Rafer Johnson, champion olympique lors de l'édition suivante, et le Soviétique Vasily Kuznetsov.
Milton Campbell a également participé au championnat de football américain, jouant dans l'équipe des Browns de Cleveland en 1957, puis a poursuivi sa carrière dans la Ligue canadienne de football, jouant pour les Tiger-Cats de Hamilton en 1958, les Alouettes de Montréal en 1959 et les Argonauts de Toronto en 1961 et 1964.

## Palmarès
| Date | Compétition     | Lieu      | Résultat | Points    |
| ---- | --------------- | --------- | -------- | --------- |
| 1952 | Jeux olympiques | Helsinki  | 2e       | 6 975 pts |
| 1956 | Jeux olympiques | Melbourne | 1er      | 7 937 pts |